# 1944 en Saskatchewan
Chronologie de la Saskatchewan
- 1940
- 1941
- 1942
- 1943
- 1944
- 1945
- 1946
- 1947
- 1948

Cette page concerne des événements d'actualité qui se sont produits durant l'année 1944 dans la province canadienne de la Saskatchewan.

## Politique
- Premier ministre : William John Patterson puis Tommy Douglas
- Chef de l'Opposition :
- Lieutenant-gouverneur : Archibald Peter McNab
- Législature :

## Événements
- 15 juin : élection générale saskatchewanaise. Tommy Douglas est le premier chef de Commonwealth coopératif est élu premier ministre de la Saskatchewan.